# Organización territorial de San Cristóbal y Nieves
San Cristóbal y Nieves es una federación que está formada por 2 islas y dividida en catorce parroquias. Nueve de ellas están ubicadas en la isla de San Cristóbal y las otras cinco en la isla de Nieves.

## Islas
| División Administrativa de la Federación de San Cristóbal y Nieves |                       |                               |             |          |               |                   |
| Bandera                                                            | Entidad               | Nombre Local                  | Capital     | Área     | Población     | Idiomas Oficiales |
| Bandera de San Cristóbal y Nieves                                  | Isla de San Cristóbal | Saint Kitts/Saint Christopher | Basseterre  | 168 km²  | 35000 (2006)  | Inglés            |
|                                                                    | Isla Nieves           | Nevis                         | Charlestown | 93,3 km² | 10.000 (2006) | Inglés            |

## Parroquias

### Isla San Cristóbal
| Localización | Parroquia                  | Capital               | Población (censo 2001) | Superficie (km²) |
| ------------ | -------------------------- | --------------------- | ---------------------- | ---------------- |
|              | Christ Church Nichola Town | Nichola Town          | 2059                   | 18               |
|              | Saint Anne Sandy Point     | Sandy Point Town      | 3140                   | 13               |
|              | Saint George Basseterre    | Basseterre            | 13 220                 | 29               |
|              | Saint John Capisterre      | Dieppe Bay            | 3181                   | 25               |
|              | Saint Mary Cayon           | Cayon                 | 3374                   | 15               |
|              | Saint Paul Capisterre      | Saint Paul Capisterre | 2460                   | 14               |
|              | Saint Peter Basseterre     | Monkey Hill           | 3472                   | 21               |
|              | Saint Thomas Middle Island | Middle Island         | 2332                   | 25               |
|              | Trinity Palmetto Point     | Palmetto Point        | 1692                   | 16               |

### Isla Nieves
| Localización | Parroquia               | Capital       | Población (censo 2001) | Superficie (km²) |
| ------------ | ----------------------- | ------------- | ---------------------- | ---------------- |
|              | Saint George Gingerland | Market Shop   | 2568                   | 18               |
|              | Saint James Windward    | Newcastle     | 1836                   | 32               |
|              | Saint John Figtree      | Figtree       | 2922                   | 22               |
|              | Saint Paul Charlestown  | Charlestown   | 1820                   | 4                |
|              | Saint Thomas Lowland    | Cotton Ground | 2035                   | 18               |